# Joseph Szepesi
Joseph Szepessy (* 13. Oktober 1946 in Satu Mare) ist ein deutscher ehemaliger Degenfechter, erster Weltmeister und Trainer beim Heidenheimer SB. Paul Gnaier hatte ihm bei einem Länderkampf zwischen Rumänien und Deutschland nahegelegt, nach Heidenheim zu kommen. Bei einem Weltcup-Turnier in Mailand bekam er auf dem deutschen Konsulat ein Ausreise-Visum. Am 28. Januar 1972 holte ihn Paul Gnaier in Stuttgart ab. Szepeschy war zwischen 1975 und 1983 Bundestrainer am Landesleistungszentrum Heidenheim, seit dem 1. September 1980 als Bundeshonorartrainer, was von der Zahl der Bundeskader-Athleten abhängt.
Bereits in den 1980er-Jahren organisierte er Hilfstransporte in sein Heimatland und in den 90-ern eine Spendenaktion für ein herzkrankes rumänisches Mädchen. Als Ehrenmitglied des Deutsch-Rumänischen Wirtschaftsvereins der Region Satu Mare war das Mitglied der Geschäftsführung der Schuck Group in Steinheim auch an einem ökonomischen Brückenschlag interessiert. Auf seine Initiative kam es zu gemeinsamen Besuchen.
Nach der Bundestrainer-Tätigkeit bat ihn der rumänische Fechtverband um Hilfe im Bereich Marketing und Entwicklung des Fechtsports. Szepeschy hatte die Idee, den Fechtsport in seinem Heimatland durch Privatklubs auf neue Beine zu stellen. Allein 16 entstanden im Raum Bukarest. Er schrieb Marketingbroschüren, forcierte die Trainerausbildung, war jeden Monat einmal in Bukarest. Erfolge blieben nicht aus: In Rio gab es die erste Goldmedaille.